# アメリカンショートヘア (バンド)
アメリカンショートヘアは、仙台を拠点に活動している男性5人組ギター・ロックバンドである。
自社のレーベル「SKY'S GARDEN RECORDS」を立ち上げ同レーベルの所属アーティストとなる。略称はアメショー。
曲の構成（歌詞/楽曲）は河本（Vo/Gtr）、太田（2nd Vo/Gtr）が手がけてる。水戸（Key）は器楽曲やオープニングSEの制作をはじめ、アメリカンショートヘアの楽曲のサウンドプロデュースを担っている。

## メンバー
- 河本 拓也 - ボーカル・ギター。1月28日生/仙台市出身。
- 太田 ハルキ - 2ndボーカル・ギター。新潟県出身
- 水戸 孝幸 - キーボード・コーラス。5月12日生/仙台市出身。
- 松浦 倫大 - ベース。10月29日生/A型/七ヶ浜出身。
- 高橋 禎晃 - ドラムス。栗原市出身。

## 旧メンバー
- 福田 - ベース。
- 尾島 満 - ベース。
- 古瀬 祐気 - キーボード。
- 重森 拓也 - ギター。
- 畠中 哲平 - ベース。

## 概要
河本、太田、水戸を中心として結成。活動開始当初は水戸がドラムスを担当していた。2009年松浦が、2012年高橋が加入する。活動の本格始動は2003年。以後、定期的なライブ活動とCDのリリースを経て現在に至る。

## 来歴
2003年、アメリカンショートヘア結成。仙台MACANAを中心としライブ活動を開始する。冬季に仙台MACANAオムニバスアルバムへ参加。収録曲『LOVER』『茜路の果て』の反響が大きく、その後単独で1st シングル『LOVER』をリリース。同シングルを引っ提げて関東～南東北のショートツアーを敢行。
2004年4月、上記シングル収録曲を中心とし、ミニアルバム『虹色喫茶』をリリース。初回生産300枚完売し、2ndシングル『AIR』の収録に取り掛かる（同シングルは新星堂カルチェ5店にて店頭販売）。10月、島村ミュージック主催『HOTLINE』バンドコンテストにて東北ファイナル出場、準グランプリ受賞。
2005年6月アルバム『銀河協奏曲』リリース。新星堂カルチェ5店インディーズチャートトップ10へランクイン。以降ランキングが1年以上継続するというロングセラーとなる。
2006年、マキシシングル『想像クラス』収録開始。翌年1月のリリースを目指し、10月よりプロモーション活動の一環としてライブサーキット「想像クラス」を開幕。
2007年、ライブサーキットFINAL公演として1月14日、仙台MACANAにてワンマンライブを開催（動員約200人）。同公演の関連記事がプレスアート仙台発行情報誌『S-STYLE』及び『COLOR』へ掲載。以降、数回のメンバーチェンジを経て現在へ至る。
2009年4月、『スイッチバック／プロムナード』リリース。リリースライブを仙台MACANAにて開催。同シングルを中心としたアルバム『SKY'S GARDEN』のリリースが決定、制作活動が再開。9月12日・13日に行われる「仙台定禅寺ストリートジャズフェスティバル」に出演。9月19日、仙台MACANAでのレコ発ワンマンライブ「SKY'S GARDEN」が成功に終わる。ベースの松浦が加入。以後、定期的なライブを継続的に活動するも2011年、東日本大震災の影響で活動を休止。同時期にドラムを担当していた水戸がキーボードに担当替え。
2012年、伊達ロックフェスティバル出演で活動を再開。ドラムに高橋禎晃が加入する。
2014年、マキシシングル『ブランニューハロー』をライブハウスennスリーマンライブ限定でリリースし完売。
2016年、シングル『アメリカンショートヘア01』『アメリカンショートヘア02』会場限定で2枚同時リリース。同レコ発ツーマンライブをライブハウスenn 3rdで開催する。

## 作品

### シングル
1. LOVER（2003年）
2. AIR（2004年）
3. 想像クラス（2006年）
4. スイッチバック／プロムナード（2009年）
5. アメリカンショートヘア01（2016年）
6. アメリカンショートヘア02（2016年）

### ミニアルバム
1. 虹色喫茶（2004年4月）

### アルバム
1. 銀河協奏曲（2005年6月）
2. SKY'S GARDEN（2009年9月）